# Monte Marcy
O monte Marcy (mohawk: Tewawe’éstha) é a montanha mais alta do estado de Nova Iorque, nos Estados Unidos, com uma altitude de 1629 m. e um isolamento topográfico de 209 km. É o centro dos Adirondack High Peaks, e é muito popular para caminhadas pela natureza, em especial no verão.
O seu nome é uma homenagem a William L. Marcy, que foi governador do estado de Nova Iorque, e que autorizou a exploração da região.
Theodore Roosevelt estava em seu campo de caça denominado Tahawus, na região do monte Marcy, em 14 de setembro de 1901, quando foi informado que o Presidente William McKinley, que tinha sido alvejado uma semana antes, piorara do seu estado. Partindo para Nova Iorque, soube no caminho que McKinley havia falecido.

## Galeria

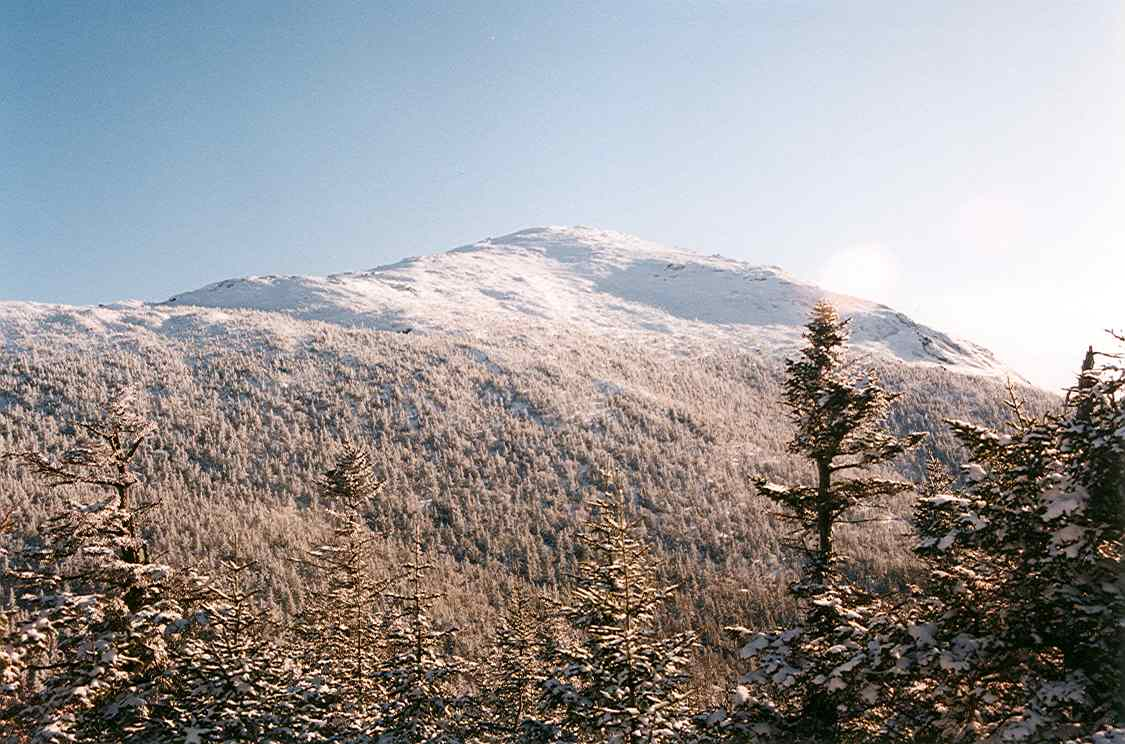
Cume do monte Marcy visto do Mt. Skylight.
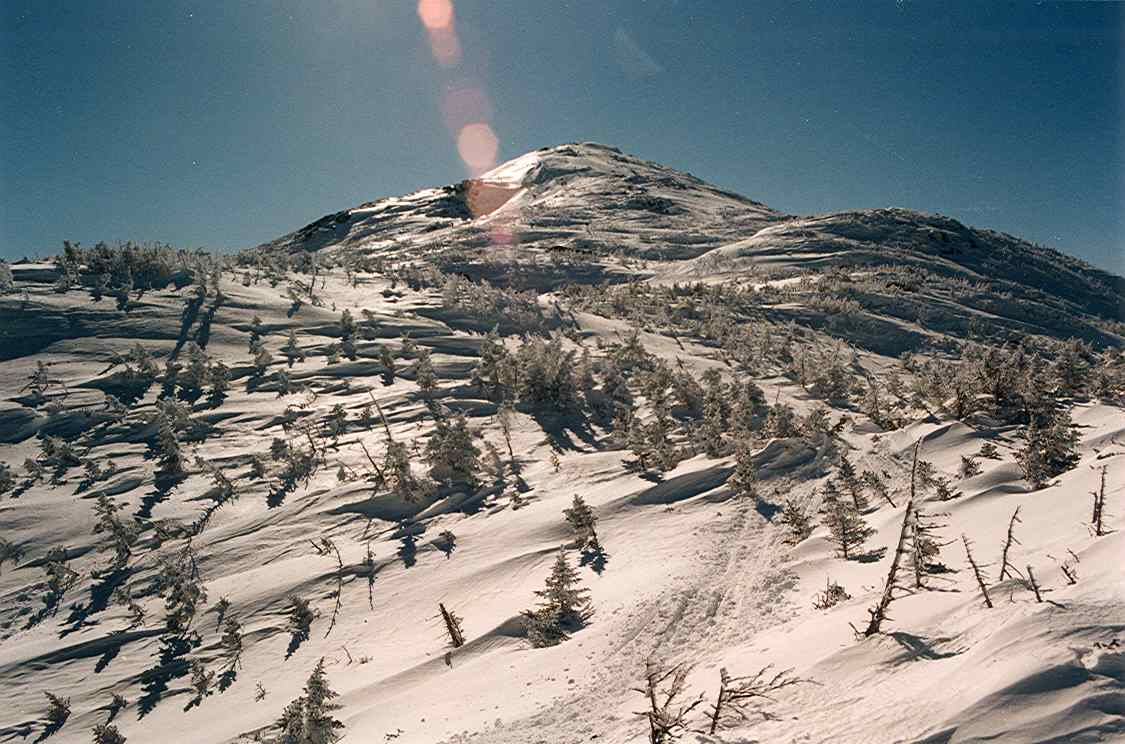
Cume do monte Marcy
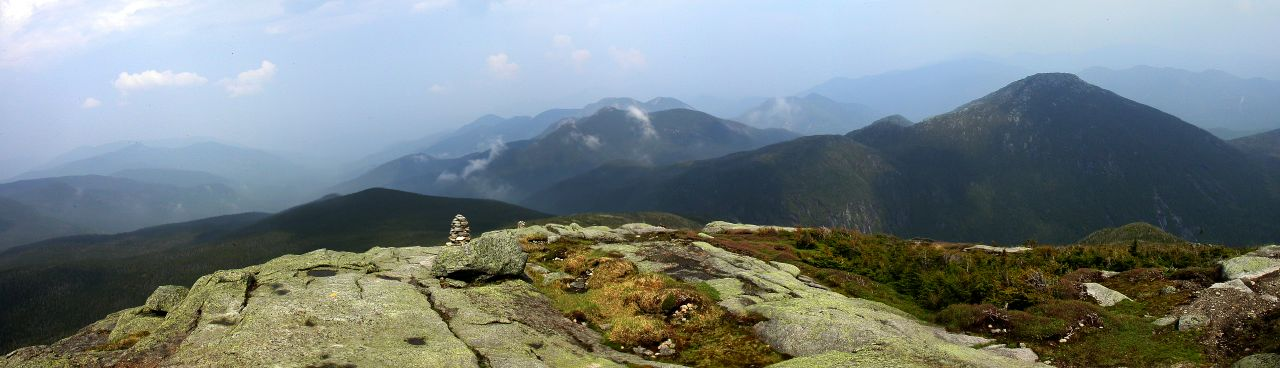
Panorama do cume do monte
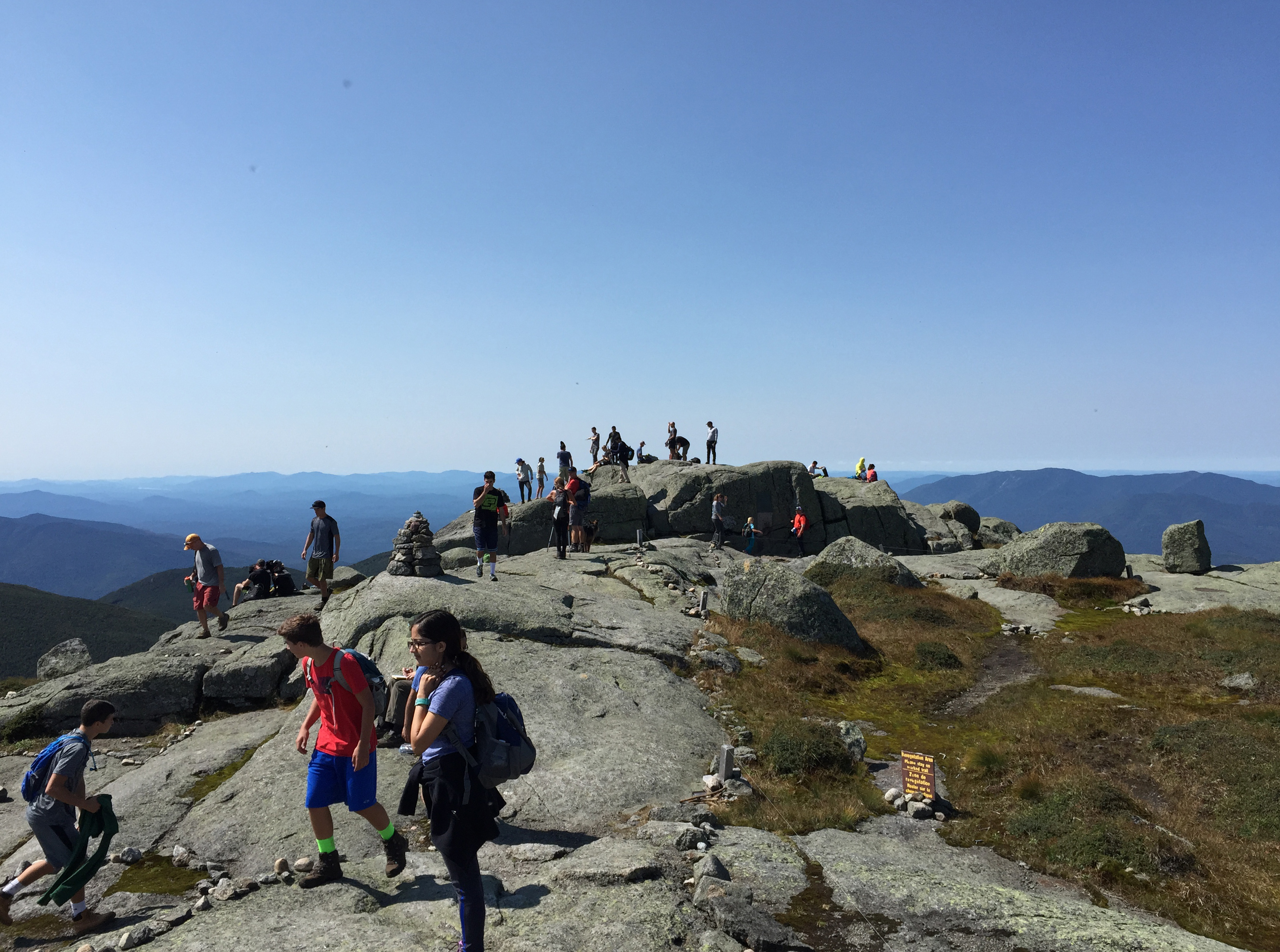
The summit may be rather crowded on summer holiday weekends